# Кстово (Вологодская область)
Кстово — деревня в Устюженском районе Вологодской области.
Входит в состав Сошневского сельского поселения, с точки зрения административно-территориального деления — в Сошневский сельсовет.
Расстояние по автодороге до районного центра Устюжны — 26 км, до центра муниципального образования деревни Соболево — 20 км. Ближайшие населённые пункты — Родишкино, Славынево, Ярцево.
Население по данным переписи 2002 года — 26 человек (14 мужчин, 12 женщин). Преобладающая национальность — русские (96 %).